# Muttaburrasaurus langdoni
Muttaburrasaurus (il cui nome significa "lucertola di Muttaburra") è un genere estinto di dinosauro ornitopode vissuto durante il Cretaceo inferiore, circa 112-103 milioni di anni fa (Albiano), in Australia. Il genere contiene una singola specie, M. langdoni, la quale prende il nome da Muttaburra, il sito nel Queensland, in Australia, dove sono stati ritrovati i resti di questo animale. In diverse analisi filogenetica Muttaburrasaurus è stato recuperato come membro del clade iguanodontiano Rhabdodontomorpha. Dopo Kunbarrasaurus, Muttaburrasaurus è il dinosauro più completamente conosciuto dall'Australia grazie a numerosi resti scheletrici.
Questo dinosauro è stato selezionato tra dodici candidati per diventare l'emblema fossile ufficiale dello Stato del Queensland.

## Scoperta

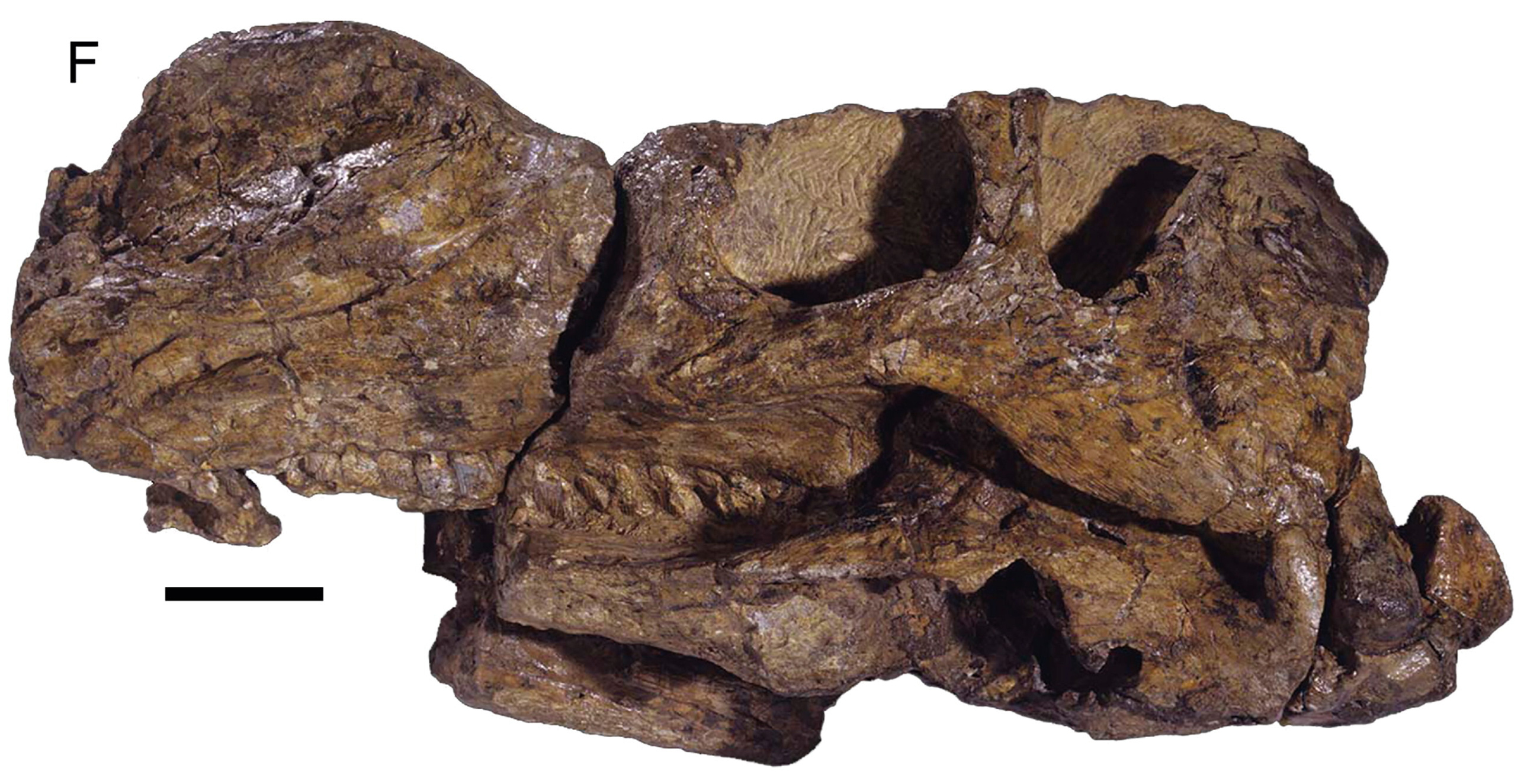
Cranio dell'olotipo

La specie fu inizialmente descritta da uno scheletro parziale trovato dall'allevatore Doug Langdon nel 1963 alla stazione di Rosebery Downs, accanto al fiume Thomson vicino a Muttaburra, nello stato australiano del Queensland, da cui deriva anche il nome del genere dell'animale. I resti furono raccolti dal paleontologo Dr. Alan Bartholomai e dall'entomologo Edward Dahms. Dopo una lunga preparazione dei fossili, i resti vennero nominati nel 1981 da Bartholomai e Ralph Molnar, che resero omaggio allo scopritore originale nominando la specie langdoni.
L'olotipo, esemplare QM F6140, è stato ritrovato nella Formazione Mackunda risalente all'Albiano-Cenomaniano ed è costituito da uno scheletro parziale con cranio e mascella, che include la parte inferiore del cranio e la parte posteriore della mandibola, numerose vertebre, parti del bacino e parti degli arti anteriori e posteriori.
Alcuni denti isolati sono stati scoperti più a nord, vicino a Hughenden, e a sud a Lightning Ridge, nel Nuovo Galles del Sud nordoccidentale. A Lightning Ridge sono stati trovati denti opalizzati e una scapola che potrebbe provenire da un Muttaburrasaurus. Un cranio, noto come "Cranio di Dunluce", esemplare QM F14921, è stato scoperto da John Stewart-Moore e dal quattordicenne Robert Walker nella stazione di Dunluce, tra Hughenden e Richmond nel 1987. Questo cranio proviene da strati un po' più antichi dell'Allaru Mudstone e venne considerato da Molnar come appartenente ad una specie separata, ancora non descritta o nominata, pertanto definita Muttaburrasaurus sp., il che significa che appartiene sicuramente allo stesso genere ma potrebbe essere una seconda specie. Nella stessa area sono stati ritrovati due scheletri frammentari, nel 1989. Sono stati ritrovati anche denti e ossa isolati nella stazione di Iona a sud-est di Hughenden. Grazie all'abbondanza di resti fossili, Muttaburrasaurus è uno dei dinosauri australiani meglio conosciuti, superato solo dal parankylosauro Kunbarrasaurus conosciuto per resti quasi completi.
Calchi di scheletri ricostruiti di Muttaburrasaurus, sponsorizzati dalla Kellogg Company, sono stati esposti in numerosi musei, tra cui il Queensland Museum, il Flinders Discovery Centre e il National Dinosaur Museum in Australia.

## Descrizione

Dimensioni di M. langdoni a confronto con un uomo

Muttaburrasaurus era un dinosauro erbivoro bipede di media taglia lungo circa 8 metri per un peso di circa 2,8 tonnellate. Il femore dell'olotipo ha una lunghezza di 1.015 millimetri.

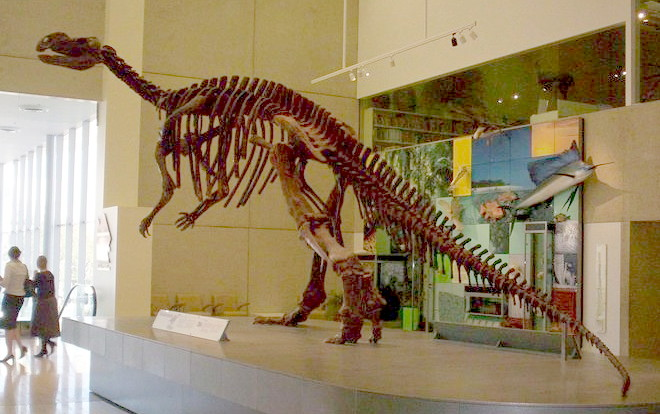
Lo scheletro esposto nel Queensland Museum, in cui è ben evidente la struttura degli arti posteriori

È stato a lungo dibattuto se Muttaburrasaurus fosse in grado di assumere un'andatura quadrupede; originariamente l'animale venne identificato come un "iguanodontide", i quali erano noti per essere in grado di adottare un postura sia quadrupede che bipede; tuttavia, studi recenti identificano Muttaburrasaurus come un rabdontiforme, un clade di ornitopodi basali, i quali erano generalmente incapaci di un'andatura quadrupede. I resti di Muttaburrasaurus non comprendono una "mano" completa; data la sua presunta stretta parentela con animali come Iguanodon, gli autori ritennero che questo dinosauro avesse, un artiglio a forma di aculeo sulla mano. Tuttavia, lo stesso Molnar in seguito dubitò che una tale struttura fosse effettivamente presente. Il piede di questo animale era lungo e largo, dotato di quattro dita, una delle quali era molto corta e non toccava il suolo.

### Cranio
Il cranio di Muttaburrasaurus era piuttosto piatto, con una sezione trasversale triangolare se visto dall'alto; la parte posteriore della testa è ampia mentre il muso è più stretto. Il muso include rigonfiamento nasale fortemente ingrandito, cavo e sporgente verso l'alto. Questa caratteristica dava a questo dinosauro australiano un profilo inconfondibile. La funzione di questa struttura, probabilmente cava, non è nota,  ma è possibile che potesse essere utilizzata dall'animale per produrre richiami distintivi o per scopi di visualizzazione. Tuttavia, poiché non è stato trovato alcun tessuto nasale fossilizzato, tutto ciò rimane congetturale. Questa cosiddetta bulla nasalis era più corta nella specie più antica Muttaburrasaurus sp., come dimostrato dal "Cranio di Dunluce". La sezione superiore della bulla dell'olotipo non è conservata, ma almeno il secondo cranio ha un profilo arrotondato.

## Classificazione

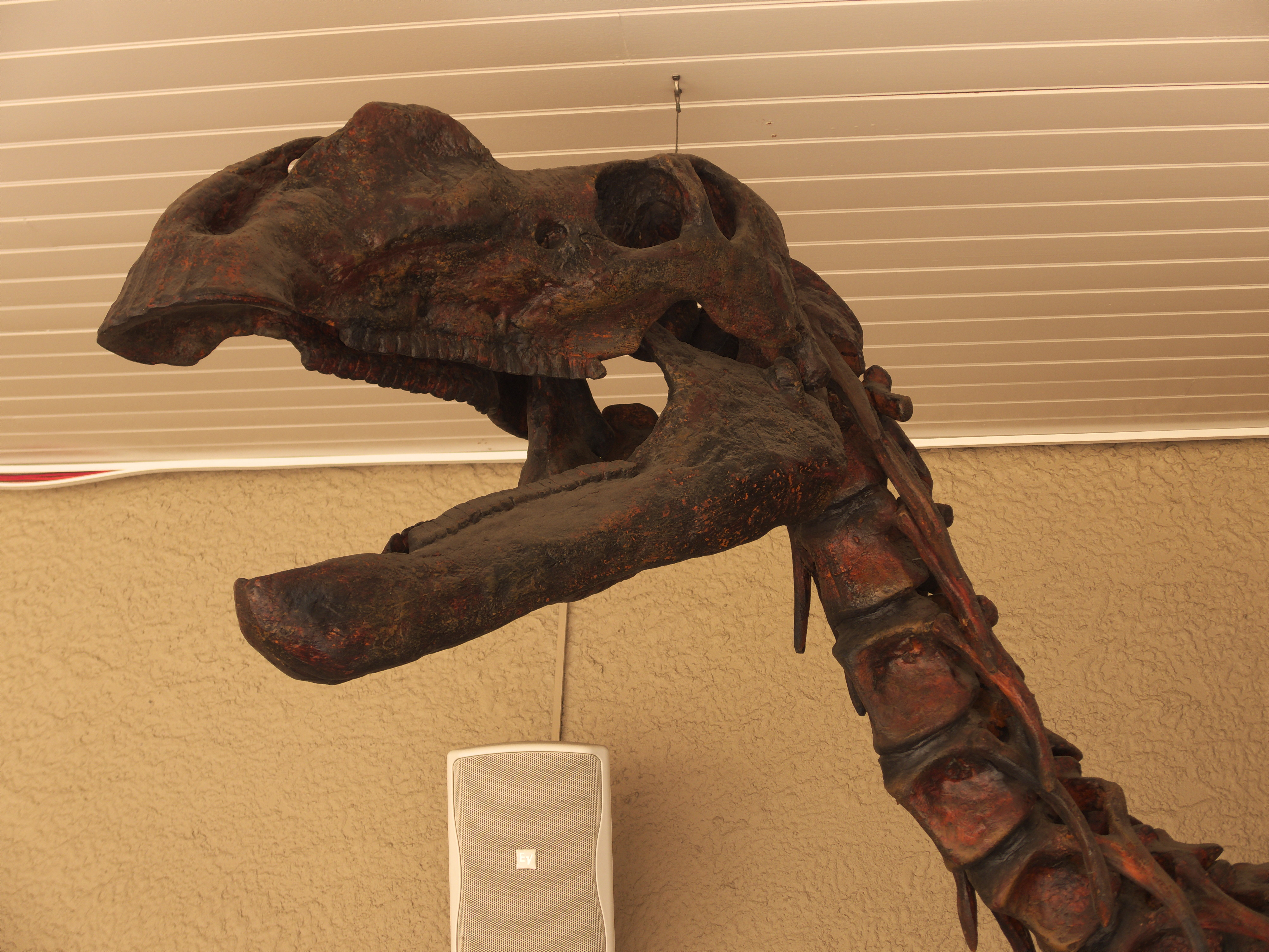
Ricostruzione del cranio

Originariamente, Molnar assegnò Muttaburrasaurus alla famiglia Iguanodontidae. Tuttavia, autori e analisi successive suggerirono un'affinità a diversi gruppi di euornitopodi più basali come Camptosauridae, Dryosauridae o Hypsilophodontidae. Gli studi di Andrew McDonald indicano una posizione all'interno della famiglia Rhabdodontidae. Un'analisi filogenetica del 2022 ha recuperato Muttaburrasaurus e Tenontosaurus come rabdodontomorfi basali e dimostrando inoltre che i due, probabilmente, rappresentavano i sister taxa di Rhabdodontidae.
Di seguito è riportato un cladogramma che segue gli studi di Poole (2022), a seguito della descrizione di Iani come membro rabdodontomorfo basale di Iguanodontia:
|  | Iani                                                                           |
|  |                                                                                |
|  | \| \| Tenontosaurus dossi \| \| \| \| \| \| Tenontosaurus tilletti \| \| \| \| |
|  |                                                                                |
|  | Tenontosaurus dossi                                                            |
|  |                                                                                |
|  | Tenontosaurus tilletti                                                         |
|  |                                                                                |

|  | Tenontosaurus dossi    |
|  |                        |
|  | Tenontosaurus tilletti |
|  |                        |

|  | Rhabdodon                                                                  |
|  |                                                                            |
|  | \| \| Zalmoxes shqiperorum \| \| \| \| \| \| Zalmoxes robustus \| \| \| \| |
|  |                                                                            |
|  | Zalmoxes shqiperorum                                                       |
|  |                                                                            |
|  | Zalmoxes robustus                                                          |
|  |                                                                            |

|  | Zalmoxes shqiperorum |
|  |                      |
|  | Zalmoxes robustus    |
|  |                      |

|  | Iani                                                                           |
|  |                                                                                |
|  | \| \| Tenontosaurus dossi \| \| \| \| \| \| Tenontosaurus tilletti \| \| \| \| |
|  |                                                                                |
|  | Tenontosaurus dossi                                                            |
|  |                                                                                |
|  | Tenontosaurus tilletti                                                         |
|  |                                                                                |

|  | Tenontosaurus dossi    |
|  |                        |
|  | Tenontosaurus tilletti |
|  |                        |

|  | Rhabdodon                                                                  |
|  |                                                                            |
|  | \| \| Zalmoxes shqiperorum \| \| \| \| \| \| Zalmoxes robustus \| \| \| \| |
|  |                                                                            |
|  | Zalmoxes shqiperorum                                                       |
|  |                                                                            |
|  | Zalmoxes robustus                                                          |
|  |                                                                            |

|  | Zalmoxes shqiperorum |
|  |                      |
|  | Zalmoxes robustus    |
|  |                      |

|  | Iani                                                                           |
|  |                                                                                |
|  | \| \| Tenontosaurus dossi \| \| \| \| \| \| Tenontosaurus tilletti \| \| \| \| |
|  |                                                                                |
|  | Tenontosaurus dossi                                                            |
|  |                                                                                |
|  | Tenontosaurus tilletti                                                         |
|  |                                                                                |

|  | Tenontosaurus dossi    |
|  |                        |
|  | Tenontosaurus tilletti |
|  |                        |

|  | Rhabdodon                                                                  |
|  |                                                                            |
|  | \| \| Zalmoxes shqiperorum \| \| \| \| \| \| Zalmoxes robustus \| \| \| \| |
|  |                                                                            |
|  | Zalmoxes shqiperorum                                                       |
|  |                                                                            |
|  | Zalmoxes robustus                                                          |
|  |                                                                            |

|  | Zalmoxes shqiperorum |
|  |                      |
|  | Zalmoxes robustus    |
|  |                      |

|  | Iani                                                                           |
|  |                                                                                |
|  | \| \| Tenontosaurus dossi \| \| \| \| \| \| Tenontosaurus tilletti \| \| \| \| |
|  |                                                                                |
|  | Tenontosaurus dossi                                                            |
|  |                                                                                |
|  | Tenontosaurus tilletti                                                         |
|  |                                                                                |

|  | Tenontosaurus dossi    |
|  |                        |
|  | Tenontosaurus tilletti |
|  |                        |

|  | Rhabdodon                                                                  |
|  |                                                                            |
|  | \| \| Zalmoxes shqiperorum \| \| \| \| \| \| Zalmoxes robustus \| \| \| \| |
|  |                                                                            |
|  | Zalmoxes shqiperorum                                                       |
|  |                                                                            |
|  | Zalmoxes robustus                                                          |
|  |                                                                            |

|  | Zalmoxes shqiperorum |
|  |                      |
|  | Zalmoxes robustus    |
|  |                      |

## Paleobiologia

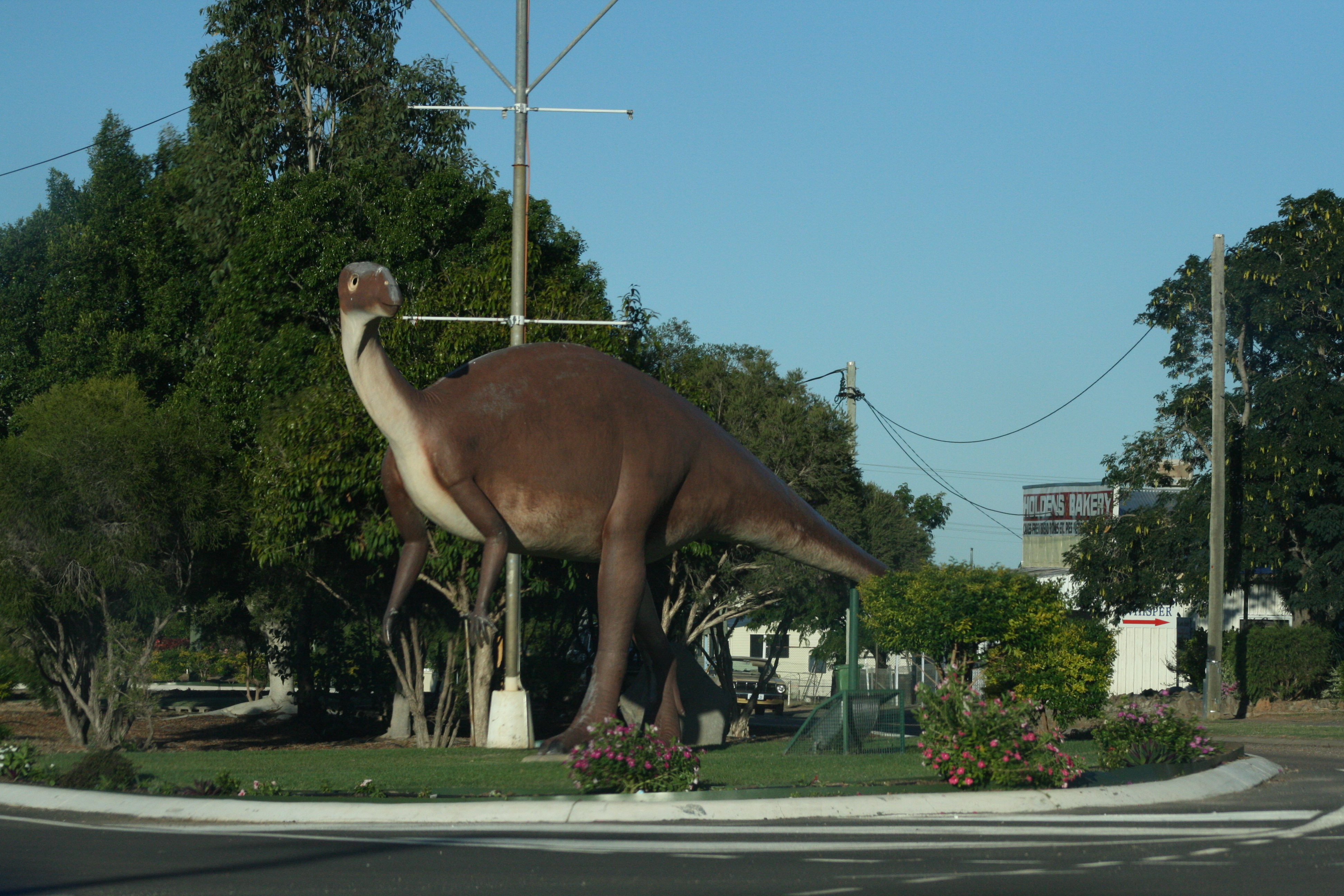
Una statua di Muttaburrasaurus a Hughenden, Queensland, Australia

Muttaburrasaurus possedeva mascelle molto potenti dotate di denti taglienti. Mentre nelle specie di ornitopodi più derivate i denti sostitutivi si alternavano con la precedente generazione di denti per formare una batteria di denti, in Muttaburrasaurus i denti crescevano direttamente gli uni sotto gli altri ed era presente una singola generazione eruttiva, impedendo così il movimento di masticazione. Un'ulteriore caratteristica basale era la mancanza di una cresta primaria sui lati dei denti, che mostra undici creste inferiori. Nel 1981, Molnar ipotizzò che questa caratteristica indicasse una dieta onnivora, il che implica che Muttaburrasaurus occasionalmente si cibasse di carne. Tuttavia, questa ipotesi è stata screditata da vari studiosi, e nel 1995 lo stesso Molnar cambiò opinione, sospettando che Muttaburrasaurus avesse un sistema dentale convergente con quello dei ceratopsi che mostrano i medesimi denti taglienti. Questa particolare struttura dei denti sarebbe un adattamento per nutrirsi di vegetazione dura come le cicadee.